# Moyenne arithmétique
En mathématiques, la moyenne arithmétique d'une liste de nombres est la somme des valeurs divisée par le nombre de valeurs. Il s’agit de la moyenne au sens usuel du terme, sans coefficients, l’adjectif « arithmétique » la distinguant d’autres moyennes mathématiques moins courantes.

## Expression
La moyenne peut être notée à l’aide de son initiale m, M ou avec la lettre grecque correspondante μ.
Lorsque la moyenne est calculée sur une liste notée (x1, x2, ... , xn), on la note habituellement x à l’aide du diacritique macron, caractère unicode u+0304.
Son expression mathématique s’écrit :
Par exemple, le nombre moyen de jours par mois dans une année non bissextile s’écrit
31+28+31+30+31+30+31+31+30+31+30+31/12 soit environ 30,4.
La moyenne arithmétique de la liste (x1, x2, ... , xn) peut être vue comme son isobarycentre.
Le calcul de moyenne est implanté dans de nombreux langages informatiques, par exemple avec la fonction statistics.mean en Python, ou par la fonction d’agrégation AVG dans SQL.

## Propriétés
La moyenne arithmétique ne dépend pas de l'ordre des termes de la liste.
Elle est toujours comprise entre les valeurs minimale et maximale de la liste.
Elle est cumulative : les moyennes calculées sur une partition d’une liste de valeurs peuvent être utilisées pour calculer la moyenne globale à l’aide d’une moyenne pondérée par les effectifs correspondants (propriété correspondant à l’associativité du barycentre).
Elle est aussi linéaire, ce qui signifie d’une part que si une liste est obtenue en additionnant deux à deux les termes de deux listes de même longueur, la moyenne arithmétique de la somme est égale à la somme des moyennes arithmétiques ; d’autre part, si tous les termes de la liste sont multipliés par un facteur réel, la moyenne arithmétique est multipliée par ce même facteur.
En particulier, la moyenne est homogène de degré 1. 
La moyenne arithmétique minimise l’écart quadratique défini par la somme {\displaystyle \sum _{i=1}^{n}(x-x_{i})^{2}}, qui est une fonction du second degré dont la valeur minimale est la variance associée à la liste de nombres.

## Applications
La moyenne est un indicateur statistique de tendance centrale.
Une suite est arithmétique si et seulement si chacun de ses termes est la moyenne arithmétique du précédent et du suivant.
La moyenne empirique est une variable aléatoire calculée à partir des valeurs d’un échantillon, utilisée notamment pour l’inférence statistique en lien avec le théorème central limite.
Le lemme de Cesàro montre que la moyenne arithmétique des premiers termes d’une suite réelle convergente admet la même limite.
Les moyennes mobiles sont utilisées pour lisser les fluctuations statistiques dans le temps d’une série chronologique.
La moyenne arithmético-géométrique de deux réels positifs est la limite commune à deux suites adjacentes obtenues en calculant à chaque étape la moyenne arithmétique et la moyenne géométrique des valeurs obtenues à l’étape précédente.
L’isobarycentre d’une famille de point du plan a pour coordonnées les moyennes arithmétiques des coordonnées homologues des points.

## Calcul
Pour de petites listes de valeurs, le calcul de la somme dans l’ordre des termes, suivi de la division par le nombre de termes, donne une bonne approximation de la moyenne arithmétique. Cependant, si la liste comporte un grand nombre de termes de très faible valeur par rapport à la somme totale, les additions successives risquent de noyer ces valeurs dans les erreurs d’arrondi. Ainsi, il est plus efficace de ranger d’abord la liste des termes dans l’ordre croissant (en valeur absolue) pour que l’accumulation des valeurs les plus petites soit prise en compte avant la mise en jeu des plus grandes.

## Inégalités entre moyennes
La moyenne arithmétique a s’insère dans une suite d’inégalités avec les moyennes harmonique h, géométrique g et quadratique q :